# Serafino dell'Aquila
Serafino dell'Aquila, também Serafino Cimini di Bazzano ou Serafino dei Ciminelli (Áquila, 1466 – Roma, 10 de agosto de 1500) foi um poeta e improvisatore italiano.

## Vida
Serafino nasceu em 1466 na cidade de Áquila, de onde emprestou seu nome, um proeminente membro da família Cimino.
Passou vários anos nas cortes do cardeal Ascanio Sforza e de Fernando de Aragão, duque da Calábria, embora seus principais mecenas tenham sido os Bórgias, de Roma, dos quais recebeu muitos favores. Aquila parece ter se preocupado em imitar Dante e Petrarca, e seus poemas, que foram extravagantemente elogiados durante a vida do autor, são, ocasionalmente, de grande mérito. Sua reputação foi, em grande parte devido à sua notável habilidade como improvisatore e músico. Suas obras foram impressas em Veneza, em 1502, e ocorreram várias edições subsequentes.
Serafino foi membro dos Cavaleiros de Malta. Morreu em Roma, de uma febre, em 10 de agosto de 1500 e foi sepultado na igreja de Santa Maria del Popolo.